# Darren Ward
Pour les articles homonymes, voir Ward.
Darren Ward est un footballeur gallois né le 11 mai 1974 à Worksop. Il a passé toute sa carrière en Angleterre.